# DRIFTER
株式会社Drifter（ドリフター、英: Drifter CO.,LTD.）は、栃木県那須町に本社を置く、日本の音楽制作会社。2018年設立。

## 概要
作曲家、音楽プロデューサーである石田多朗とデザイナーの益子悠紀により2018年に設立。
プロジェクションマッピングなどイベントの音楽にかかわることが多く、これまでに星野リゾート青森屋で開催された『みちのく祭や!』、のと回遊回廊、『福島プロジェクションマッピング2019 はるか 戊辰の風 花の雲 〜森公美子と歌う「花は咲く」〜』などで音楽監督・プロデュースを手掛けている。

## 作品

### 音楽
- 「NIGHT FLOWER」[5]

### 絵本
- 「ムーム」

### 装丁
- 布施英利「洞窟壁画を旅して ヒトの絵画の四万年」（論創社）